# 요한 프리드리히 헤르바르트

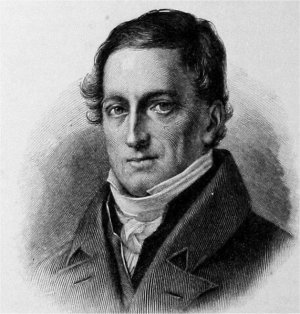
요한 프리드리히 헤르바르트

요한 프리드리히 헤르바르트(Johann Friedrich Herbart, 1776년 5월 4일 ~ 1841년 8월 14일)는 독일의 철학자·심리학자·교육학자이다. 1809년부터 1833년까지 쾨니히스베르크 대학교에서 임마누엘 칸트의 후임으로 재직하였다. 4단계의 교수법을 제시한 것으로 유명하다.

## 생애
요한 프리드리히 헤르바르트는, 법률가이자 지방정부의 법률고문인 토마스 게르하르트 헤르바르트를 아버지로, 루치아 마르가레테 헤르바르트(출생명 쉬테)를 어머니로, 1776년 5월 4일 네덜란드 국경 부근의 올덴부르크에서 태어났다. 유복한 가정환경과 어머니의 교육열에 힘입어 어려서부터 다양한 사교육을 받았으며, 지적인 수업은 물론이고 다양한 음악수업을 받음으로써 수준급의 피아니스트가 되었고, 다른 악기들도 잘 다루었으며, 작곡법까지 배워 뒷날 피아노소나타를 작곡할 정도였다. 1788년부터 올덴부르크의 라틴어학교(김나지움)를 다녔는데, 그는 특히 고전어와 수학, 자연과학에 열심이었으며, 또한 그 당시 명성이 높던 칸트의 철학을 공부하기 시작하였다. 1794년부터 예나 대학교에서 부모의 희망에 따라 법학의 공부를 시작했으나, 철학에 관심을 기울이게 되었다. 당시 예나대학에 있던 피히테의 영향을 크게 받았으나 얼마 안 가서 거리를 두게 되었다. 1797년 봄 스위스 베른주의 주지사 슈타이거의 두 아들을 가르치기 위해 가정교사로 입주하였으며, 이 시기에 스위스에서 민중교육의 실천으로 명성을 얻고 있던 페스탈로치를 만나보고 그의 교육관과 교육실천에 감명을 받았다. 1802년 괴팅겐으로 가서 같은 해에 박사학위와 교수자격을 취득하고, 1805년부터 철학과 교육학 조교수로 활동하였다. 1806년 ≪일반교육학≫과 ≪형이상학의 주안점들≫이 출판되어 그의 철학적—교육학적 전체체계가 확립되었다.
1808년 칸트의 후임으로 쾨니히스베르크 대학의 정교수로 취임하여 철학의 여러 분야에 대하여 가르쳤으며 1810년에는 새로 개설된 교육학과를 이끌었고, 일종의 부속학교를 설립, 운영하였다. 1811년 영국에서 이주해온 상인가문의 딸 Mery Jane Drake와 결혼. 이후 왕성한 저술활동을 펼쳤는데, ≪철학입문 교본≫, ≪심리학 교본≫, ≪학문으로서의 심리학≫ 등이 이 시기의 대표작들이다.
1831년 사망한 헤겔의 후임으로 베를린 대학교로 옮기고자 하였으나 프로이센 정부가 다른 학자를 헤겔 후임으로 임명하자 실망한 헤르바르트는 프로이센에 속해 있는 쾨니히스베르크 대학교를 떠나서 괴팅겐 대학교로 옮겼다. 헤르바르트가 1837년 철학부의 학장을 지낼 당시, 새로 등극한 하노버왕이 요구한—반개혁적인 내용이 포함되어 있는—충성서약을 거부한 7인의 교수들(이들은 “괴팅겐의 7인”이라고 불리면서 영웅대접을 받았고, 그들 중 2인은 그림 형제)에 대해서 거리를 둠으로써 교수단과 학생들의 냉대를 당하게 되었고, 이로 인해 헤르바르트는 쓸쓸한 말년을 보내다가 1841년 8월 14일 심장마비로 65세의 나이로 사망하여 괴팅겐의 시립묘지에 안장되었다.

## 사상
헤르바르트는 그의 나이 30세에 ≪일반교육학≫을 발표함으로써 서구에서 최초로 교육학을 근대적 의미의 학문으로 정립한 사람으로 인정되고 있다..
일반교육학이란 모든 종류의 교육활동에 ‘일반적인’, 공통적인 이론적 토대가 될 수 있는 교육론을 제시하고자 하는 의도에서 붙여진 명칭이다. 이러한 의도에 따라 이 책에서는 먼저 교육의 목적에 대하여 논의하고 있고, 이에 근거한 교육과정들을 설명하고 있다
그리고 도덕교육에 대한 일반적인 설계를 시도하고 있다. 일반교육학에서는 “교육적 수업”이론이 제시되고 있으며, 이러한 수업을 이끌 수 있는 교사의 자질과 역할도 논의되고 있다.
예컨대 교육의 전체영역을 포괄적으로 조망할 수 있는 안목이 갖추어진 교육자에 의하여 모든 종류의 교육활동이 유기적인 상호연관관계 속에서 이루어질 때만이 교육적 수업, 즉 인간다움을 조화롭게 양성하는 수업, 즉 "교육적 수업"이 될 수 있다는 것이며, 이러한 교육적 수업의 기본적인 틀을 그려보이고자 하는 것이 일반교육학의 의도라고 할 수 있다.
헤르바르트는, 교육의 목적은 임의의 목적과 필연적 목적으로 구성된다고 보고 있는데, 임의의 목적은 삶의 다양한 필요를 위한 실용적 목적을 말하며, 이를 위해서는 정신적 활력인 흥미를 다면화시켜야 한다고 말한다. 삶의 모든 영역에 대하여 폭넓은 흥미를 갖추게 되면 변화하는 삶의 상황에 유연하게 대처할 수 있을 뿐만 아니라, 무엇보다도 정신이 폭넓게 개방된 교양인이 될 수 있다는 것이다. 이에 따라 교육의 임의의 목적은 다면적 흥미의 양성이 된다. 교육의 필연적 목적은 인간의 인간다움을 최종적으로 담보할 수 있는 특성으로서의 도덕성의 확립이다. 요컨대 헤르바르트에 따르면 교육의 목적은 다면적 흥미와 강한 도덕적 성격의 도야인데, 다면적 흥미의 양성은 수업의 주요과제이며, 강한 도덕적 성격의 도야는 훈육(도덕교육)의 중심과제가 된다. 수업과 훈육 외에 예비적인 교육으로서 관리의 필요성을 말하고 있다.
관리
교육을 받을 수 있는 기본적인 태도와 습관을 형성시키는 활동으로서, 관리의 방법에는 위협과 감시, 권위와 사랑이 있는데, 위협과 감시는 불가피한 방책이기는 하지만 권위와 사랑을 위주로 관리하는 것이 좀 더 교육적인 관리라고 말하고 있다.
수업
헤르바르트에 따르면 수업은 경험과 교제를 보완하는 활동인데, 경험은 인식의 원천이며, 교제에서 공감이 발생한다고 본다. 인식은 관찰(좁은 의미의 경험), 사변(관찰범위를 벗어난 것에 대한 사유, 관계나 법칙 등에 대한 통찰), 취미(= 미적 지각)의 순서로 발달하며, 공감은 인간에 대한 공감, 사회에 대한 공감, 종교적 공감의 순서로 발달한다. 수업의 진행에 있어서 보통 순수하게 묘사하는 수업이 먼저 이루어지고, 그 다음에 분석적 수업이 이루어지며, 종합적 수업을 통하여 완성된다. 순수하게 묘사하는 수업은 학생이 수업내용을 명료하게 파악할 수 있도록 도와주는 과정이며, 분석적 수업은 명료하게 파악된 내용들을 작은 단위로 나누어서(분석) 각 단위들을 비교하면서 공통점을 찾아가는 과정이다(특수자들 가운데에서 보편자를 발견: 고래와 인간[특수자]의 공통점[보편자]은 척추동물이라는 점). 종합적 수업은 분석을 통해서 찾아낸 보편자를 가지고 다시 특수자들을 연결시키고 포괄하는 활동이다(척추를 가진 동물들을 모두 찾아내어 척추동물이라는 범주에 소속시킴).
요컨대 수업은 학생의 마음을 종합적으로 양성하는데, 이렇게 양성된 마음을 헤르바르트는 사고권(思考圈)이라고 부른다. 사고권이란 따라서 개인이 세계를 파악하는 방식이라고 할 수 있는데, 그러나 단지 지적(知的)인 세계파악을 말하는 것이 아니라 동시에 미적(美的), 정서적, 의지적 요소들도 포괄한다. 사고권이란 개인의 모든 정신활동이 서로 연관된 전체를 이루고 있다는 것을 의미한다. 따라서 도덕의식도 이 사고권을 토양으로 하여 자라난다. 왜냐하면 한 사람이 지니고 있는 사고권이란 그 사람의 유의미(有意味)한 세계파악의 방식이기 때문이다. 이에 따라 도덕성이란 한 개인에게 있어서 지적, 정서적, 미적, 의지적 요소들이 조화․통일된 상태를 말한다.
훈육
훈육이란 교사와 학생이 직접적으로 상호작용하여 학생의 마음에 도덕적 신조를 형성시키는 교육행위로서, 도덕교육의 다른 표현이라고 할 수 있다. 그런데 헤르바르트는 수업을 통해 형성되는 사고권 속에 이미 도덕성의 싹이 들어있다고 본다. 아동이 인류의 역사 속에 나타나는 위대한 사람들의 의지적 결단, 신조에 따른 고귀한 행위 등을 가치있고 아름다운 것으로 지각하면서 도덕의식이 싹트므로, 미적 감각(= 취미)의 발달은 도덕의식의 발달을 위해서 매우 중요하다. 도덕의식을 발달시키는 또 하나의 중요한 요소는 공감이다. 도덕적 판단은 논리적 판단이라기보다는 미적, 정서적 판단일 때 실천에 직결된다는 것이 헤르바르트의 입장이다. 결론적으로, 학생의 사고와 행위는 그가 지니고 있는 사고권의 지배를 받으므로, 아름답고 가치있는 풍부한 사고권을 아동의 마음에 도입할 수 있을 때, 인간교육은 성공할 수 있다는 것이다.

## 주요 저서
- Pestalozzi's Idee eines ABC der Anschauung, Göttingen 1804（『페스탈로치의 직관 ABC』）
- Allgemeine Pädagogik aus dem Zweck der Erziehung abgeleitet, Göttingen 1806（『일반교육학』）
- Ueber philosophisches Studium, Göttingen 1807
- Allgemeine Praktische Philosophie, Göttingen 1808
- Lehrbuch zur Einleitung in die Philosophie, Königsberg 1813
- Lehrbuch zur Psychologie, Königsberg und Leipzig, 1816
- Psychologie als Wissenschaft, neu gegründet auf Erfahrung, Metaphysik und Mathematik, Königsberg 1824
- Allgemeine Metaphysik, Königsberg 1828
- Kurze Encyklopädie der Philosophie aus praktischen Gesichtspuncten, Halle 1831
- Psychologische Untersuchungen, Göttingen 1839-40
- Umriss pädagogischer Vorlesungen, 2. Aufl. Göttingen 1841（『교육학강의강요』）

## 같이 보기
- 신 칸트 학파
- 제임스 마크 볼드윈